# Edvard Björnsson
Johan Edvard Björnsson, född 24 september 1878 i Vollsjö församling, Malmöhus län, död 29 november 1951 i Oscars församling, Stockholms stad, var en svensk lektor och socialdemokratisk riksdagspolitiker.
Björnsson tog en filosofie doktors-examen 1909 och var 1909–1910 docent i Lund och 1910–1943 lektor i Borås. Han var ledamot av riksdagens första kammare för Älvsborgs län från 1919, där han bland annat var ledamot av bevillningsutskottet och bankofullmäktig från 1932. Björnsson sysslade främst med bank- och bevillningsfrågor. Som sakkunnig anlitades han i tull- och traktatskommittén, vid utredningar rörande den högre tekniska utbildningen, planläggning av beredskapsarbeten och Statens mjölknämnd med mera. Björnsson var även ledamot av Statens jordbruksnämnd och 1939 års livsmedelskommissions råd. Han var ledamot av talmanskonferensen 1949. Björnsson är begravd på Norra kyrkogården i Lund.